# Marcelo Nascimento e família
Marcelo Nascimento & Família é o sétimo álbum de estúdio do cantor brasileiro Marcelo Nascimento, lançado em 2004 pela Line Records.
O repertório do CD trás regravações, com participações especiais de membros da família do cantor, entre eles Rose Nascimento, Mattos Nascimento, Gisele Nascimento, Noemia Nascimento, entre outros.
O álbum foi indicado ao Troféu Talento 2005 nas categorias Melhor CD Coletânea e Melhor Dueto, por Um milagre em Jericó.

## Faixas
1. Mostra a Tua Força
2. Um Milagre em Jericó (Part. Mattos Nascimento)
3. Volta Pra Casa (Part. Gisele Nascimento)
4. Pedes o que queres
5. Amor Incomparável (Part. Mário Nascimento)
6. De todo meu coração (Part. Rose Nascimento)
7. Meu é o Tempo
8. Sofrer nunca Mais (Part. Wilian Nascimento)
9. Derrama tua Glória (Part. Ruth Nascimento)
10. Atire a primeira pedra (Part. Noemia Nascimento)
11. A minha História (Part. Marquinhos Nascimento)
12. A glória de Deus vai Descer (Part. Tuca Nascimento)
13. Uma história de amor

## Clipes
- Mostra a tua força